# فاسولادا
فاسولادا نوعی سوپ در آشپزی یونانی، مدیترانه ای و قبرسی است که از لوبیا سفید، روغن زیتون و سبزیجات تهیه می‌شود. گاهی آن را "غذای ملی یونانی‌ها " می‌نامند.
فاسولادا از جوشاندن لوبیا با گوجه فرنگی و سبزیجات دیگر مانند هویج، پیاز، جعفری، آویشن، کرفس و برگ بو درست می‌شود. گاهی به جای لوبیا سفید از لوبیای عروس استفاده می‌شود. دستور غذاها به‌طور قابل توجهی متفاوت است، اغلب شامل گوشت مانند باسترما و روغن زیتون است.

## غذاهای مشابه
همتایان آن عبارتند از سوپ لوبیا در آشپزی ایتالیایی،  فیژوآدا در آشپزی پرتغالی و برزیلی، لوبیا در آشپزی رومانیایی،  فابادا اسپانیایی نسخه عربی آن فاصولیه نامیده می‌شود و در مصر، اتیوپی، عراق، اردن، لبنان، لیبی، فلسطین، عربستان سعودی، سودان، سوریه و یمن یافت می‌شود.